# Красниково (Тамбовская область)
Красниково — деревня в Мичуринском районе Тамбовской области России. Входит в состав Стаевского сельсовета.

## География
Деревня находится на правом берегу реки Лесной Воронеж, примыкая к северной границе села Стаево, центра сельсовета, на расстоянии 1 км к юго-западу от города Мичуринск, административного центра района, и 69 км к северо-западу от города Тамбов, административного центра области.

### Часовой пояс
Деревня Красниково, как и вся Тамбовская область, находится в часовой зоне МСК (московское время). Смещение применяемого времени относительно UTC составляет +3:00.

## История
В 2008 году деревня Красиково переименована в Красниково.

## Население
| 1989 | 2002 | 2010 |
| ---- | ---- | ---- |
| 356  | ↘284 | ↗324 |

### Национальный состав
Согласно результатам переписи 2002 года, в национальной структуре населения русские составляли 98 % из чел.